# Israël Lévi
Pour les articles homonymes, voir Levi.
Ne doit pas être confondu avec Israël Lewy.
Israël Lévi, né le 7 juillet 1856 à Paris (Seine) et mort le 23 juin 1939 dans le 16e arrondissement de Paris, est un rabbin français des XIXe et XXe siècles.
Grand-rabbin de France de 1920 à 1939, il est l'un des plus grands érudits du judaïsme français de la seconde génération. Il est inhumé au cimetière du Montparnasse.

## Le responsable communautaire
Il fait toutes ses études à Paris, fréquentant le Talmud Torah du Séminaire israélite de France, avant d'y entrer.
Zadoc Kahn, alors grand-rabbin de Paris, le remarque et en fait le rabbin-adjoint de la synagogue de la Victoire, ainsi que son secrétaire particulier, en 1882. Il deviendra également son gendre et son plus proche confident. Au vu du succès de ses sermons, Israël Lévi se voit confier en 1890 les conférences du dimanche, organisées par le Zadoc Kahn, devenu grand-rabbin de France, pour attirer ceux qui avaient perdu l’habitude de fréquenter les offices sabbatiques. Il ne prend cependant pas la succession de Zadoc Kahn à la tête du rabbinat de Paris, préférant demeurer l'adjoint du rabbin Jacques-Henri Dreyfus.
En 1895, Zadoc Kahn fait appel à son gendre pour reprendre la direction de L'Univers israélite, après le départ du grand-rabbin Lazare Wogue. Israël Lévi ne le dirigera qu'une année, mais y collaborera longtemps. Dans ses articles, il cherche à rendre la connaissance du judaïsme accessible au simple fidèle, afin de le faire participer plus pleinement à la liturgie et aux célébrations. Parallèlement, il en fait un organe de défense contre l'antijudaïsme et l'antisémitisme, affirmant les valeurs juives vis-à-vis du christianisme et, en pleine affaire Dreyfus, de réfutation des allégations antisémites contre les Juifs et le capitaine, dont il est un ardent défenseur.
Après la mort de Zadoc Kahn en 1905, Israël Lévi assure à titre officieux la mise en place des nouvelles structures nées de la séparation des Églises et de l’État. En tant que membre du comité central de l'Alliance israélite universelle, il inspecte en 1907 les écoles au Moyen-Orient, y compris celles en Palestine ottomane.
Aux élections de 1908 pour le grand-rabbinat du Consistoire central, on lui préfère le rabbin lyonnais Alfred Lévy, sous la pression des délégués de province. On crée cependant pour lui le poste de « grand-rabbin adjoint au grand-rabbin du Consistoire central » en 1914. La santé d'Alfred Lévy déclinant, Israël Lévi assure une seconde fois, toujours à titre officieux, la direction spirituelle du judaïsme français.
En 1915, il est envoyé par le président du Conseil, ministre des Affaires étrangères, en mission spéciale à Salonique, ce qui aurait, selon son fils Robert Lévi, contribué à l'entrée en guerre de la Grèce au côté des Alliés. Élu grand-rabbin en 1920, il continue à mener de front ses fonctions de rabbin et d'érudit, dispensant un cours d'homilétique au Séminaire, et représentant le judaïsme français lors de l'inauguration de l'université hébraïque de Jérusalem en 1925.
Pressentant le danger que fait planer le Troisième Reich sur le judaïsme, il se dépense sans compter pour accueillir les réfugiés allemands en France. De santé fragile, il est contraint de se retirer en 1936, l'intérim étant assuré par son beau-frère, le grand-rabbin de Paris, Julien Weill, et son disciple Maurice Liber, directeur de l'École rabbinique de France.

## L'érudit du judaïsme
En 1880, Zadoc Kahn fait nommer Israël Lévi secrétaire de la Société des études juives, avant de lui en confier la direction six ans plus tard. En 1890, il est nommé à la suppléance du cours d’histoire et de littérature juives d’Isidore Loeb à l’École rabbinique, lui succédant à sa mort, en 1892. Il cumule cette charge avec la chaire d'Isidore Loeb de l'École pratique des hautes études (EPHE), ainsi qu’avec celle de Joseph Derenbourg dans celle du judaïsme rabbinique. Il sera contraint de laisser provisoirement la chaire d'histoire en 1907 à son disciple Maurice Liber au vu de ses nombreuses obligations, avant de la reprendre en 1916, à la mobilisation de celui-ci.
Outre sa participation à L'Univers israélite, Israël Lévi écrit environ 400 articles, collaborant à diverses revues d'études juives, principalement la Revue des études juives dont il assure la direction, mais aussi à la Monatschrift fur Geschichte und Wissenschaft des Judentums, la Jewish Quarterly Review et la Jewish Encyclopedia.
Ses sujets de prédilection sont d'une part l'histoire du judaïsme à l'époque du second Temple, ainsi que la littérature de cette période, en particulier la figure d'Alexandre dans le Talmud et le Midrash, d'autre part l'histoire des Juifs en France, examinée à travers l'antisémitisme et ses allégations d'une part, les écrits des rabbins français médiévaux d'autre part.
Il publie également, sur base d'une étude critique de manuscrits exhumés de la Gueniza du Caire par le professeur Solomon Schechter, l'édition française de L'Ecclésiastique ou la Sagesse de Ben Sira en deux volumes, en 1898 et 1901. Israël Lévi, dans les nombreuses conférences qu'il y consacre, insiste sur l'ambigüité de l'œuvre, spécifiquement juive mais comportant de nombreux apports philosophiques du paganisme.
Il rédige également en 1912 la critique du Document de Damas, dont deux fragments ont été découverts en 1910 dans la Gueniza du Caire par le même Solomon Schechter. Il y démontre notamment la parenté de ce texte, issu de la secte sadducéenne de Damas, avec ce que l’on savait alors des Esséniens, soupçonnant un rôle important de ceux-ci dans la naissance du christianisme. Ses hypothèses seront corroborées par la découverte des manuscrits de Qumrân, 35 ans plus tard. Son étude du Document permet aussi de compléter les indications du Talmud et de Flavius Josèphe sur les sadducéens et de mieux comprendre le climat politico-religieux des deux siècles qui ont précédé la destruction du Temple.
Un volume de Mélanges lui fut offert en 1926, à l'occasion de son 70e anniversaire auquel collaborent, outre ses collègues de l’École des hautes études, du Séminaire et du Rabbinat, ses élèves Théodore Reinach, Marcel Mauss, et d'autres, ainsi que les historiens Robert Anchel, Moïse Ginsburger et Cecil Roth, et d'autres savants d'Allemagne, d'Angleterre, d'Autriche, des États-Unis, de Palestine et de Pologne.

## Distinctions
- Nommé chevalier de la Légion d'honneur en janvier 1921, promu officier en février 1927.

## Source
Israël Lévi sur le site du judaïsme alsacien